# برت رتنر
برت راتنر (به انگلیسی: Brett Ratner) (زاده ۲۸ مارس ۱۹۶۹) کارگردان آمریکایی است.

## گزیده فیلم‌شناسی
- پول حلال مشکلات است (۱۹۹۷)
- ساعت شلوغی (۱۹۹۸)
- مرد خانواده (۲۰۰۰)
- ساعت شلوغی ۲ (۲۰۰۱)
- اژدهای سرخ (۲۰۰۲)
- مردان ایکس: آخرین ایستادگی (۲۰۰۶)
- ساعت شلوغی ۳ (۲۰۰۷)
- نیویورک، دوستت دارم (۲۰۰۸)
- بزرگ (۲۰۰۸)
- ۲۱ ( ۲۰۰۸ فقط تهیه‌کننده)
- بادبادک‌ها (۲۰۱۰)
- سرقت از برج (۲۰۱۱)
- فیلم ۴۳ (۲۰۱۳)
- هرکول (۲۰۱۴)
- پسران نیوجرسی (۲۰۱۴ فقط تهیه‌کننده)
- رئیس‌های وحشتناک ۲ (۲۰۱۴ فقط تهیه‌کننده)
- رئیس‌های وحشتناک (۲۰۱۰ فقط تهیه‌کننده)